# Gmina związkowa Bad Kreuznach
Gmina związkowa Bad Kreuznach (niem. Verbandsgemeinde Bad Kreuznach) – gmina związkowa w Niemczech, w kraju związkowym Nadrenia-Palatynat, w powiecie Bad Kreuznach. Siedziba gminy związkowej znajduje się w mieście Bad Kreuznach. 1 stycznia 2017 do gminy przyłączono cztery gminy z rozwiązanej gminy związkowej Bad Münster am Stein-Ebernburg: Altenbamberg, Feilbingert, Hallgarten oraz Hochstätten.

## Podział administracyjny
Gmina związkowa zrzesza 13 gmin wiejskich:
1. Altenbamberg
2. Biebelsheim
3. Feilbingert
4. Frei-Laubersheim
5. Fürfeld
6. Hackenheim
7. Hallgarten
8. Hochstätten
9. Neu-Bamberg
10. Pfaffen-Schwabenheim
11. Pleitersheim
12. Tiefenthal
13. Volxheim